# شهر النور
پنجمین ماه از ماه‌های سال ۳۶۱ روزه آیین بیانی است که توسط سید علی محمد باب در کتاب چهارشآن به آن اشاره شده‌است.
- الأسماء کلشیئ - چهار شآن

همچنین
پنجمین ماه از ماه‌های ۱۹گانه در گاه‌شماری بهائی است که مثل همه ماه‌های این گاه‌شماری دارای ۱۹ روز می‌باشد.

## رویدادها
عید میلاد حضرت نقطه مصادف با اول ماه پنجم (نور) ۳۰ سال ماقبل از مبدأ تقویم بدیع بیانی